# Priorität
Als Priorität (lateinisch prior, „der Erste, Vordere“; oder Vorrang) wird bei mehreren Personen, Sachverhalten oder Zielen der Vorrang, Vorzug oder das Vorrecht einer Person oder eines Sachverhalts oder Ziels oder eine bestimmte zeitliche Abfolge bezeichnet.

## Allgemeines
Priorität ist ein Homonym, das für verschiedene Begriffsinhalte steht. Je nach Fachgebiet fällt der Begriffsinhalt unterschiedlich aus, hat jedoch stets mit Vorrang oder Vorrecht zu tun. Um Entscheidungen treffen zu können, setzt der Entscheidungsträger häufig Prioritäten: Beruf vor Familie, Produktqualität/Dienstleistungsqualität vor Marktpreis oder Sicherheit vor Risiko. Aus diesen Handlungsalternativen wird diejenige für die Entscheidung ausgewählt, die das übergeordnete persönliche Ziel am ehesten erfüllt. 
Die Einstufung der Priorität einzelner Aufgaben wird als Prioritätensetzung oder Priorisierung bezeichnet und ist wesentlicher Bestandteil des Zeitmanagements.

## Bankwesen
Bei Vorzugsaktien („Prioritätsaktien“) genießt der Aktionär einen Vorzug durch eine höhere Dividende gegenüber Stammaktien, dafür fehlt es am Stimmrecht.

## Medizin
Die Triage ist eine Priorisierung medizinischer Leistungen.

## Verbrauchsfolge
Die Betriebswirtschaftslehre und das Rechnungswesen kennen Verbrauchsfolgeverfahren bei der Bewertung von Lagerbeständen. Beispielsweise legt First In – First Out fest, dass der zuerst beschaffte Vermögensgegenstand auch als erster verbraucht wird.

## Versicherungswesen
Priorität (englisch attachment point) ist ein im Rahmen von Kumulschadenexzedenten in der traditionellen Rückversicherung festgelegter Schadensbetrag eines Erstversicherers, bei dessen Überschreitung der Rückversicherer leistungspflichtig wird. Die Priorität kann sich auf einen Einzelschaden, einen Kumulschaden oder die Summe der gesamten Jahresschäden (englisch Stop Loss) beziehen.

## Zeitmanagement
Im Rahmen des Zeitmanagements genießen jene Aufgaben Priorität, die termingebunden sind (Fälligkeiten, Fristen, Laufzeiten) oder deren Erfüllung mit einer bestimmten Dringlichkeit oder Wichtigkeit verbunden ist (Deadline, Stichtag).
Hieraus ergibt sich folgende Matrix:
| Wichtigkeit | Priorität 1                                  | Priorität 2                      | Priorität 3                                              | Priorität 4                                                            |
| ----------- | -------------------------------------------- | -------------------------------- | -------------------------------------------------------- | ---------------------------------------------------------------------- |
| wichtig     | Besprechungen, Krisen, Probleme, Termindruck | Arbeitsvorbereitungen, Planungen |                                                          |                                                                        |
| unwichtig   |                                              |                                  | routinemäßiger Posteingang, Störungen, manche Telefonate | zeitverschwenderische Tätigkeiten, Ablenkung, zeitraubende Tätigkeiten |

Dabei muss die Selbstorganisation darauf ausgerichtet sein, keine Zeit mit trivialen Aktivitäten zu verschwenden.

## Ziele
Gibt es für ein Wirtschaftssubjekt nicht eines, sondern mehrere Ziele gleichzeitig (Privathaushalte: persönliche Ziele, Unternehmen: Unternehmensziele, Staat: Staatsziele), so strukturiert die Zielhierarchie in vertikaler Richtung nach den Relevanzkriterien (Priorität, Präferenz) und Rang. Die Priorität als Ordnungskriterium bringt die Wichtigkeit eines Ziels in Relation zu anderen Zielen zum Ausdruck und stellt demgemäß den Gradmesser seiner Bedeutung und relativen Dringlichkeit dar. Ziele mit einer höheren Priorität werden als Hauptziele (Primärziele), niedriger eingestufte als Nebenziele (Sekundärziele) bezeichnet.
Typisches Beispiel ist das Staatsziel des Magischen Vierecks, bei dem in der Wirtschaftspolitik die Ziele Preisniveaustabilität, hoher Beschäftigungsstand, außenwirtschaftliches Gleichgewicht und stetiges und angemessenes Wirtschaftswachstum gleichzeitig und im selben Umfang erfüllt werden sollen (§ 1 StabG). Da die einzelnen Ziele zueinander teilweise in Zielkonkurrenz stehen, muss eine politische Priorisierung erfolgen. Die Europäische Zentralbank (EZB) verfolgt Preisniveaustabilität als ihr vorrangiges, den anderen übergeordnetes Ziel.

## Weitere Beispiele
Zeitliche Priorität ist das Prioritätsrecht, wo es für die Zuerkennung des gewerblichen Schutzrechtes auf eine frühe Anmeldung ankommt, das Tempusprinzip bei der Eintragung im Grundbuch und die biologische Prioritätsregel, wonach der vom Erstbeschreiber eingeführte Name für ein Taxon verwendet werden sollte. Die sich ergebende Reihenfolge muss nicht zeitlich sein. So entscheidet in der chemischen Nomenklatur der Rang eines Strukturelements eines Stoffes über dessen Position im Namen des Stoffes. 

## Abgrenzung
Die Abgrenzung zur Präferenz ist nicht immer eindeutig. Der Philosoph Peter Baumann schrieb hierzu: „Die Präferenzbeziehung, in der Wünsche im Normalfall stehen, legt fest, unter welchen Bedingungen welcher Wunsch welchem anderen Wunsch bei der Realisierung vorgezogen werden sollte.“ Präferenzen genießen für ihn gegenüber Wünschen Priorität.